# Красен (Добричская область)
Красен (болг. Красен) — село в Болгарии. Находится в Добричской области, входит в общину Генерал-Тошево. Население составляет 294 человека.

## Политическая ситуация
В местном кметстве Красен, в состав которого входит Красен, должность кмета (старосты) исполняет Тошко  Петков Тачев (коалиция в составе 3 партий: Политическое движение социал-демократов (ПДСД), Болгарская социалистическая партия (БСП), ПДСД,БСП) по результатам выборов правления кметства.
Кмет (мэр) общины Генерал-Тошево — Димитр Михайлов Петров (коалиция в составе 2 партий: Политическое движение социал-демократов (ПДСД), Болгарская социалистическая партия (БСП)) по результатам выборов в правление общины.